# Робаја (Валча)
Робаја (рум. Robaia) насеље је у Румунији у округу Валча у општини Бериславешти. Oпштина се налази на надморској висини од 605 m.

## Становништво
Према подацима из 2002. године у насељу је живело 317 становника, од којих су сви румунске националности.